# FERT

Marea stemă a Regatului Italiei (1929–1944) cu deviza „FERT FERT FERT”

FERT (scris și Fert sau F.E.R.T. sau în forma lungă „FERT FERT FERT”) este deviza fostei Case de Savoia. Originile și semnificația acestei deviză sunt neclare până în prezent. Literele dispuse în această succesiune au apărut pentru prima dată pe colanul⁠(d) ordinului fondat în 1362 de Amadeus al VI-lea care a fost redenumit ca Ordinul Preasfintei Bune Vestiri în 1518. Motto-ul poate fi văzut și pe monedele și stemele Regatului Sardiniei și ale Regatului Italiei.
Cele mai cunoscute interpretări sunt:
- Foedere et Religione Tenemur („Împreună prin pace/pact și religie”);
- Fortitudo Eius Rhodum Tenuit („Puterea lui a păstrat Rodos”);
- Fides Est Regni Tutela („Credința este protecția împărăției”);
- Fert („el îndură” - persoana a treia singular din latinescul ferre).

Alte interpretări care nu trebuie neapărat luate în considerare sunt:
- Fors Eius Romam Tenuabit („Puterea lui va distruge Roma”);
- Frappez, Entrez, Rompez Tout („Lovește, intră, distruge totul”);
- Femina Erit Ruina Tua („Femeia va fi ruina ta”).

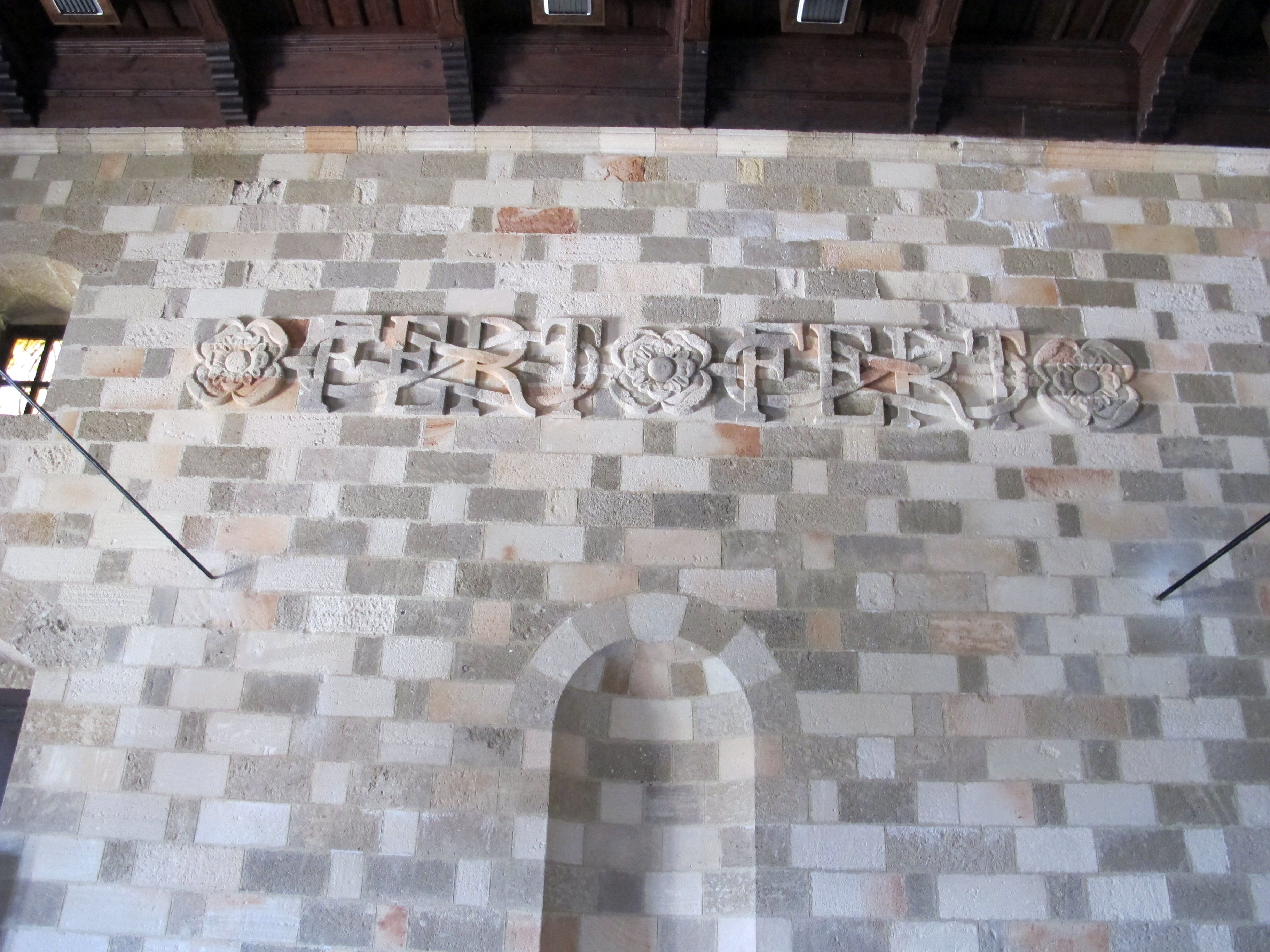
Inscripție murală (Cetatea Ordinului Cavalerilor de Malta, Rhodos)

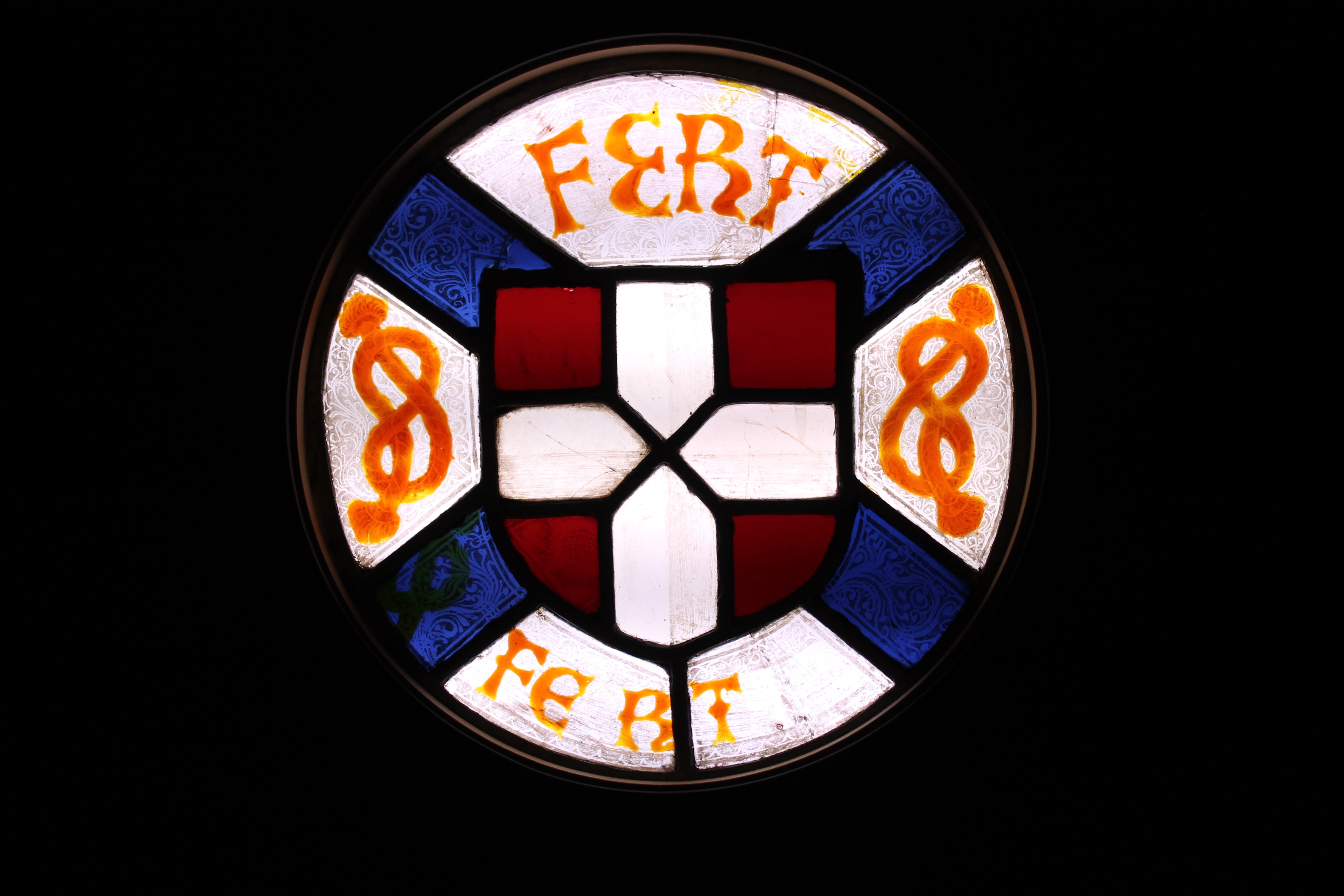
Vitraliu reprezentând stema contelui de Savoia, Amedeus al VIII-lea